# Plano de retirada unilateral de Israel

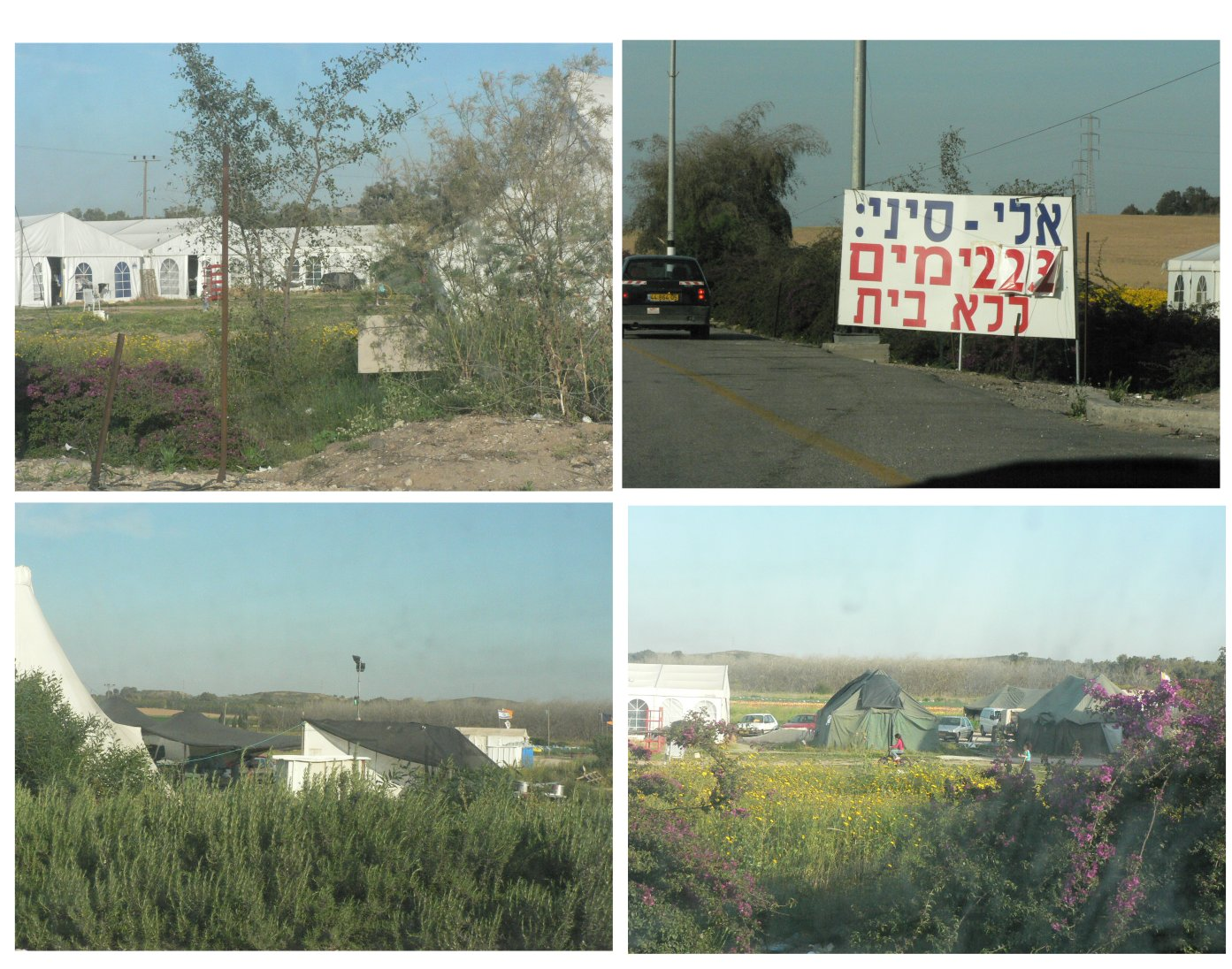
Acampamento israelense ao lado da Faixa de Gaza, após a retirada.

O Plano de retirada unilateral de Israel (em hebraico: תוכנית ההנתקות ou תכנית ההתנתקות, translit. Tokhnit HaHinatkut ou Tokhnit HaHitnatkut), oficialmente, "Lei de Implementação do Plano de Retirada", foi uma proposta do primeiro ministro de Israel, Ariel Sharon, adoptada pelo governo e decretado em Agosto 2005, para remoção de toda presença permanente de Israel da Faixa de Gaza e de quatro colônias no norte da Cisjordânia. Israel ocupou a Faixa de Gaza, Jerusalém Oriental e a Cisjordânia durante a Guerra dos Seis Dias, em 1967. Desde então, promoveu o assentamento de centenas de milhares de judeus nos territórios ocupados.
O Plano de Sharon provocou viva controvérsia em Israel, desde quando foi proposto, em 2004. A primeira versão, submetida a plebiscito interno no Likud (o partido de Sharon, à época), foi rejeitada, sendo então reformulada, antes de passar pelo parlamento (Knesset).
Embora a retirada tenha sido vista, a princípio, como uma vitória da resistência palestina contra a ocupação israelense, alguns analistas consideram a desocupação da Faixa de Gaza como um movimento estratégico de Israel, visando manter o controle da Cisjordânia e evitar que eventuais ataques aéreos israelenses a Gaza — tais como efetivamente ocorreram depois, durante a Operação Chumbo Fundido, a Operação Pilar Defensivo e a Operação Margem Protetora — pudessem atingir assentamentos judeus e cidadãos israelenses.

## Descrição do Plano
Na Faixa de Gaza, o Plano previa a desocupação de todos os  assentamentos israelenses civis existentes; pouco depois, isso acabou resultando num grande problema para Israel: com a saída das tropas israelenses da Faixa de Gaza em 2005, mais de 12 mil mísseis foram lançados a partir da região contra as cidades israelenses de Sderot, Bersebá, Ascalão, dentre várias outras. Mas, na Cisjordânia, seriam removidos apenas quatro deles, situados no nordeste da região, ocupados por cem famílias (cerca de 500 colonos). A maior parte das colônias judias,  totalizando outros 230 mil colonos, permaneceria na Cisjordânia.
Assentamentos incluídos no Plano de Retirada
| Na Faixa de Gaza:                                                       |                                                                     |                                                                                |                                    |
| - Bedolah - Bnei Atzmon (Atzmona) - Dugit - Elei Sinai - Gadid - Gan Or | - Ganei Tal - Katif - Kfar Darom - Kfar Yam - Kerem Atzmona - Morag | - Neveh Dekalim - Netzarim - Netzer Hazani - Nisanit - Pe'at Sade - Rafiah Yam | - Slav - Shirat Hayam - Tel Katifa |
| Na Cisjordânia:                                                         |                                                                     |                                                                                |                                    |
| - Kadim                                                                 | - Ganim                                                             | - Homesh                                                                       | - Sa-Nur                           |

As colônias de Hermesh e Mevo Dotan, na Cisjordânia, estavam no plano original, mas posteriormente foram  excluídas.
Essas áreas também abrigam numerosas instalações das  Forças de Defesa de Israel. Para Ariel Sharon, a retirada unilateral serviria  para melhorar as condições de segurança de Israel e como um gesto de boa vontade diante da opinião pública internacional, de modo a transferir as pressões para Mahmoud Abbas e a Autoridade Palestina, no sentido de que mostrem empenho na luta contra o terrorismo, como prevê o Road map for peace (2002).
Cerca de oito a nove mil judeus residentes dentro da Faixa de Gaza foram instruídos a deixar a área ou preparar-se para a retirada compulsória a partir da noite de 16 de agosto de 2005.
De acordo com o Plano, adotado em junho de 2004, as forças de Israel permaneceriam na fronteira entre Gaza e o Egito e poderiam realizar mais demolições de casas para ampliar a zona de amortecimento (Art 6). Porém, posteriormente, Israel decidiu abandonar a área da fronteira, que é atualmente controlada pelo Egito e pela Autoridade Nacional Palestina. Israel continuará a controlar a costa de Gaza e o espaço aéreo, reservando-se o direito de realizar operações militares, quando necessário. (Art 3.1). O Egito controlará a sua fronteira com Gaza. Israel continuará a prover  com água, comunicação, eletricidade e rede de esgotos (Art 8); os acordos alfandegários existentes — segundo os quais as importações de Israel para Gaza não são tributadas, exportações de Gaza para Israel são tributadas, e Israel recebe direitos alfandegários sobre produtos estrangeiros que entram em  Gaza—permanecerão vigentes e a moeda de Israel (o shekel) continuará a ser usada (Art 10).
Como a Autoridade Palestina em Gaza não acredita ter suficiente controle sobre a área atualmente, observadores estrangeiros como o Comitê Internacional da Cruz Vermelha  Human Rights Watch e diferentes especialistas em direito declararam que a retirada não exime Israel de responsabilidade legal como força ocupante em  Gaza.  Israel e Egito concluíram um acordo segundo o qual o Egito pode aumentar  o policiamento do seu lado da fronteira, enquanto as forças de Israel se retiram o lado de Gaza.  O texto do acordo ainda não é público.
Apesar da retirada, Israel exigiu e tem mantido inteiro controle do espaço aéreo da Faixa de Gaza bem como o direito de realizar atividades militares nas suas águas territoriais.

## Retirada
A 8 de Abril de 2005, o ministro da Defesa Shaul Mofaz disse que Israel deveria considerar não demolir os edifícios evacuados na faixa de Gaza, à excecpção das sinagogas (devido aos medos da sua potencial dessagração), uma vez que tal seria mais caro e demoraria mais tempo. Isto contrastava com o plano original do primeiro ministro para demolir todos os edifícios deixados vagos.
A 9 de Maio o começo da retirada das colônias foi adiado oficialmente de 20 de Julho para 15 de Agosto, para não coincidir com os feriados judaicos das Três Semanas e do Tisha B'Av, que tradicionalmente assinalam angústia e destruição.
A 13 de Julho Sharon assinou a ordem do fecho de Gush Katif, fazendo da área uma zona militar fechada.  Desse momento em diante, somente os residentes que apresentaram bilhete de identidade israeliano com a sua morada registada em Gush Katif foram autorizados a entrar. Licenças por 24-48 horas foram dadas a visitantes selectos durante algumas semanas antes que a toda a área fosse selada completamente aos não residentes.  Apesar desta proibição, alguns apoiantes do Gush Katif entraram a pé através dos campos e do deserto. As estimativas variam entre algumas centenas e alguns milhares de pessoas que entraram ilegalmente neste período. A certa altura, Sharon considerou enviar a polícia de fronteiras (Magav) para remover os não residentes, mas decidiu não o fazer pois o número de agentes necessário seria demasiado grande.
À meia-noite entre agosto 14 e agosto 15, a passagem de Kissufim foi vedada e a Faixa de Gaza tornou-se oficialmente fechada à entrada de cidadãos de Israel. A retirada pacífica continuou após a meia-noite de 17 de Agosto, para os colonos, que pediram uma extensão do tempo para embalar as suas coisas.
A 17 de Agosto a primeira retirada forçada de colonos, conforme o Plano, começou. Aproximadamente 14.000 soldados e policiais de Israel prepararam-se para retirar colonos e "mistanenim" (infiltrados). Houve cenas de tropas que arrastaram colonos aos gritos das casas e das sinagogas, mas com menos violência do que esperado. Alguns manifestantes cantavam "judeu não expulsa judeu" ("יהודי לא מגרש יהודי") ao protestar contra a acção das tropas.
A 19 de Agosto o The Guardian relatou que alguns colonos faziam os seus filhos sair de casa com as mãos para o ar  ou usando uma estrela de David na lapela, para associar as acções de Israel com as da Alemanha Nazi e com o Holocausto.
A 22 de Agosto, o assentamento de Netzarim foi evacuado pacificamente. Isto marcou oficialmente o fim da presença israelita na Faixa de Gaza ao fim de 38 anos, embora os grupos de demolição continuassem lá a trabalhar, e a transferência oficial de poderes estivesse programada para ocorrer semanas mais tarde.
A data para a retirada oficial da Faixa de Gaza foi anunciada para entre 10 e 20 de Setembro. A 7 de Setembro o Exército de Israel anunciou  que planeava avançar com a retirada total da Faixa de Gaza a 12 de Setembro, dependendo da aprovação do governo, o que efetivamente aconteceu em 11 de setembro. Anunciou-se também que, na área evacuada na Cisjordânia, todo o controlo (excluindo licenças de construção e anti-terrorismo) seria transferido à AP (Autoridade Palestiniana) — a área permaneceria "Área C" (controlo total israelita) de jure, mas "Área A" (controlo total da AP) de facto.
A 11 de Setembro, teve lugar uma cerimonia quando a  última bandeira israeliana na Faixa de Gaza foi arreada, no Quartel General divisional do Exército de Israel, e todos os soldados saíram da Faixa nas horas seguintes. A passagem  de Kissufim foi fechada ao início da manhã de 12 de Setembro. marcando a conclusão da retirada dos assentamentos judeus em Gaza. Tropas do Egito começaram a se posicionar ao longo da fronteira entre o país e a Faixa de Gaza, como parte do plano de retirada israelense. Egito e Israel haviam combinado que 750 soldados egípcios assumiriam o controle da fronteira para tentar conter o suposto contrabando de armas por palestinos na região. O trânsito de palestinos a partir da Faixa de Gaza para o Egito foi proibido durante seis meses — uma medida que Israel disse ser temporária, mas que os palestinos temiam ser definitiva.

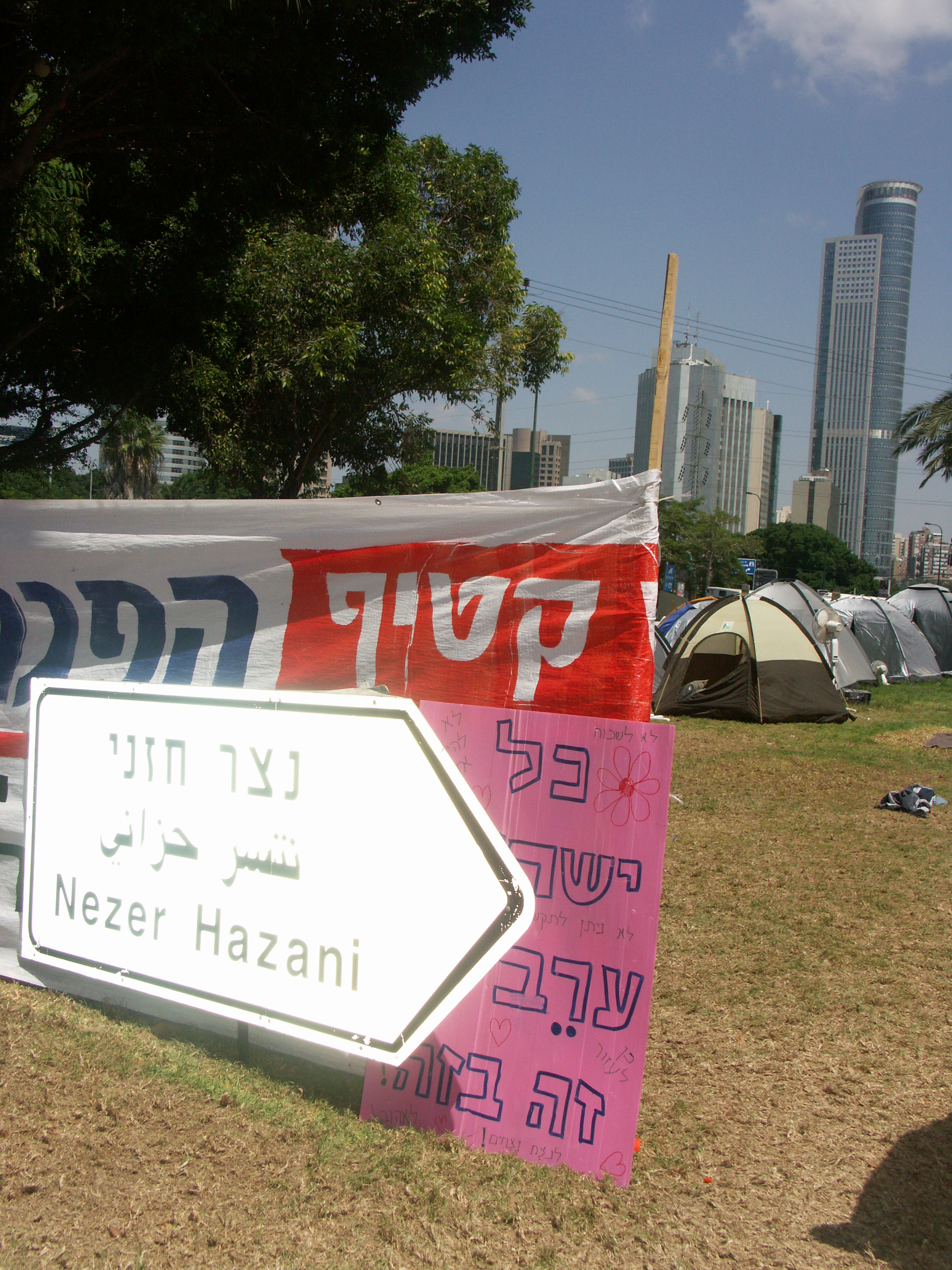
Antigos moradores de Netzer Hazani acampam num parque público de Tel Aviv, em protesto contra a remoção do assentamento da Faixa de Gaza.

## Retirada de assentamentos judeus na Cisjordânia
A 23 de Agosto foram evacuadas quatro colônias judias da Cisjordânia. Enquanto os residentes de Ganim e de Kadim, na sua maior parte seculares e de classe média, tinham há muito abandonado as suas casas, diversas famílias e aproximadamente 2.000 infiltrados tentaram impedir a evacuação de Sa-Nur e de Homesh, onde havia uma percentagem maior de população religiosa.
Após negociações, a retirada foi concluída de forma relativamente pacífica, segundo o comandante-em-chefe Dan Halutz do Exército de Israel, sendo assim executado o primeiro dos quatro estágios do Plano (retirada dos residentes, evacuação de prédios civis, demolição das casas e finalmente a relocalização das instalações militares de Israel).
Em 22 de Setembro o Exército de Israel retirou-se de Mevo Dotan e concluiu a retirada das duas colônias da Cisjordânia. À diferença de Gaza, as forças de Israel continuarão a patrulhar a área e o controle não será transferido aos palestinos.
Os assentamentos de Ganim e Kadim são próximos da cidade palestina de Jenin, e, minutos depois que as tropas se retiraram, milhares de residentes invadiram as áreas  desocupadas. Um dos homens mais procurados por  Israel foi ao enclave de Kadim, onde exortou os palestinos a prosseguir na luta armada contra Israel. O líder das Brigadas dos Mártires de Al-Aqsa em Jenin, Zakaria  Zubeidi, falou a uma multidão animada: "Nós liberamos uma pequena parte da nossa terra e não vamos depor as armas antes do fim da ocupação em todos os territórios palestinos.
A retirada do exército dos assentamentos de Ganim e Kadim completou o plano do Primeiro Ministro Ariel Sharon. Os palestinos insistem que Israel deve desocupar inteiramente a Cisjordânia a fim de viabilizar o estabelecimento de um estado palestino independente. Sharon garantiu que outros assentamentos seriam removidos mas os maiores blocos de assentamentos seriam consolidados.